# 炎のたからもの
『炎のたからもの』（ほのおのたからもの）は、1979年12月に発売されたボビーのシングル。アニメ映画『ルパン三世 カリオストロの城』主題歌。

## 収録曲
1. 炎のたからもの
作詞：橋本淳 / 作曲・編曲：大野雄二 / 歌 - ボビー
2. ミステリアス・ジャーニー
作曲・編曲：大野雄二 / 演奏 - ユー&エクスプロージョン・バンド
映画終盤、ルパンとクラリスが古代ローマの遺跡を目にした際に流れるBGM。

## カヴァーしたアーティスト
炎のたからもの
- 石井竜也 - シングル「コ・ウ・カ・イ」に収録。
- 今井美樹 - 『ルパン三世 GREEN vs RED』主題歌。
- 大野えり - アルバム『Lupin the Third Vocal Selection Vol.1』に収録。曲名は「炎のたからもの '92」。
- 影山ヒロノブ - アルバム『誰がカバーやねんアニソンショー』に収録。
- 河井英里 - アルバム『animage2』に収録。
- クレモンティーヌ - アルバム『ドリーム・シネマ ─リラクシング・スタンダード・コレクション─』に収録。
- 小林優子 - アルバム『とうきょうデンキKIRAKIRA合唱団 THE COVERS』に収録。
- 佐咲紗花 - アルバム『SAYAKAVER.』に収録。
- 島本須美 - 配信シングル「炎のたからもの/悲しみよこんにちは」およびカバーアルバム『島本須美 sings HER LEGENDS』『sings ジブリ リニューアル ピアノ バージョン』に収録。
- 高橋洋子 - アルバム『20th century Boys & Girls 〜20世紀少年少女〜』に収録。バラエティ番組『戦国鍋TV 〜なんとなく歴史が学べる映像〜』エンディングテーマ。
- naNami - アルバム『この歌がいつか誰かの決心になりますように』に収録。
- Predawn - 『ルパン三世 princess of the breeze 〜隠された空中都市〜』エンディングテーマ。歌詞は英語、作詞は奈良橋陽子。曲名は「Treasures of Time」。
- 堀江美都子 - 50周年記念カバーアルバム『One Voice』に収録[1]。武部聡志プロデュース。
- ラスマス・フェイバー - アルバム『ラスマス・フェイバー・プレゼンツ・プラチナ・ジャズ 〜アニメ・スタンダード〜』に収録。

ミステリアス・ジャーニー
- Yuji Ohno ＆ Lupintic Five with Friends - アルバム『BUONO!! BUONO!!』に収録（セルフカバー）[2]。